# پوئبلو نیوو، تگزاس
پوئبلو نیوو (به انگلیسی: Pueblo Nuevo) یک منطقهٔ مسکونی در ایالات متحده آمریکا است که در تگزاس واقع شده‌است. پوئبلو نیوو ۵۲۱ نفر جمعیت دارد.